# Mycocentrospora acerina
Mycocentrospora acerina är en svampart som först beskrevs av R. Hartig, och fick sitt nu gällande namn av Deighton 1972. Mycocentrospora acerina ingår i släktet Mycocentrospora, ordningen Pleosporales, klassen Dothideomycetes, divisionen sporsäcksvampar och riket svampar.   Inga underarter finns listade i Catalogue of Life.